# Hotel Zelený dům (Boží Dar)
Hotel Zelený dům je pozdně klasicistní horský hotel na Krušnohorské magistrále, který stojí v nejvýše položeném městě České republiky Božím Daru v okrese Karlovy Vary ve stejnojmenném kraji. 

## Historie
Jedná se o nejpamátnější hostinec a hotel Božího Daru z první poloviny 16. století. Původní hostinec zde byl vybudován již roku 1542. S rozvojem turistického ruchu počátkem 20. století byly hotely rozšiřovány a navyšovány. To se týkalo i hotelu Zelený dům, který byl v roce 1917 přestavěn a modernizován v pozdně klasicistním stylu. 
Koncem dvacátých let 20. století došlo k úpravě interiérů v duchu regionálního tradicionalismu, tzv. Heimatstilu, podle projektu akad. arch. Karla Ernstbergera. Typickým výrazovým prvkem se stalo obložení fasád dřevem. To je zde opatřeno zeleným nátěrem, podle něhož dostal hotel i své jméno.
Probíhá řízení k prohlášení kulturní památkou (02/2019).

## Popis
Poměrně mohutná bloková jednopatrová budova obdélníkového půdorysu je zastřešena polovalbovou střechou. Uliční průčelí má jedenáct okenních os, štít je čtyřosý. Vstup do budovy je proveden rizalitem zastřešeným sedlovou střechou s předstupující předsíní, je umístěn asymetricky. Fasády jsou obloženy dřevěným bedněním. Okna jsou obdélná, ve spodní části střechy je pětiosý vikýř spojený s pultovou střechou, a další menší samostatné vikýře.

## Interiér
Vybavení interiéru je rovněž ve stylu regionálního tradicionalismu. Ve vstupní hale s otevřenými arkádami se dodnes dochoval původní dřevěný kazetový strop. Vstup do jídelny je osazen kazetovými dveřmi s iluzivní malbou v duchu Art Deco. Vedle vstupu je umístěna chlebová pec s pamětním nápisem a s bochníkem chleba. Hlavní jídelna je obložena dřevěným deštěním, je plochostropá s dřevěným kazetovým stropem a s dřevěnými dekorativními lustry. Další místnosti v přízemí, sál a zadní jídelna, jsou rovněž obloženy dřevem a jsou osazeny kazetovými stropy; jednotlivé výplně kazet mají krajinné a rostlinné motivy.

## Historické zajímavosti
V roce 1542 v Zeleném domě přenocoval reformátor Martin Luther při své cestě z Wittenbergu do Jáchymova. Tuto událost zde připomíná pamětní nápis.
U vstupní haly se nachází nástěnná malba znázorňující uvítání saského kurfiřta Johanna Fridricha na Božím Daru. Johann Fridrich se prý zasloužil o dnešní pojmenování Božího Daru. Město získalo dne 6. června 1546 zakládací listinu - privilegium svobodného horního města. Když Johann Fridrich město navštívil, horníci mu nabídli k odpočinku sedačku ze stříbra. Panovník ji odmítl použít se slovy: „Tento ušlechtilý kov je Vaším chlebem, je to dar Boží.“

## Galerie

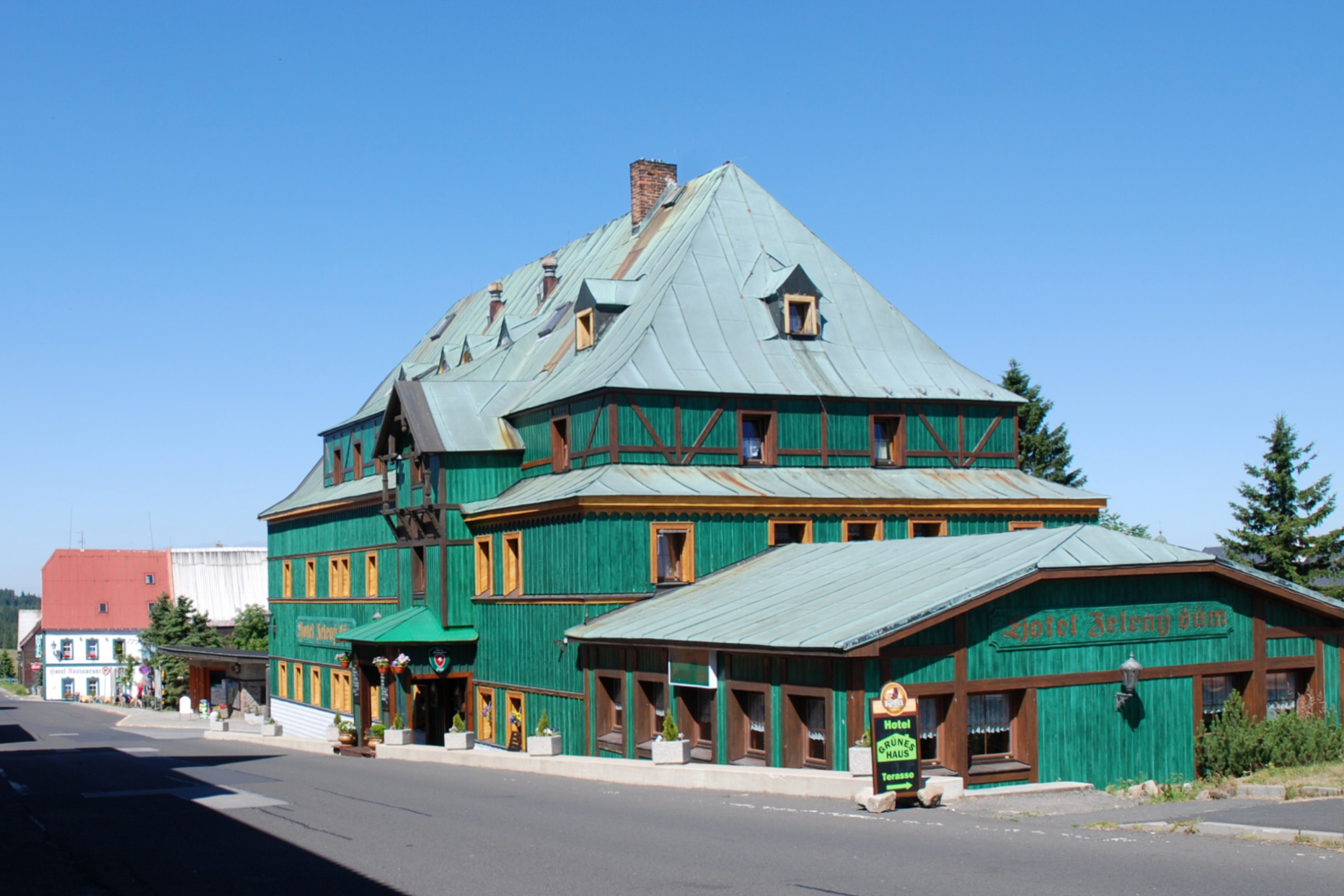
Hotel Zelený dům, červenec 2013
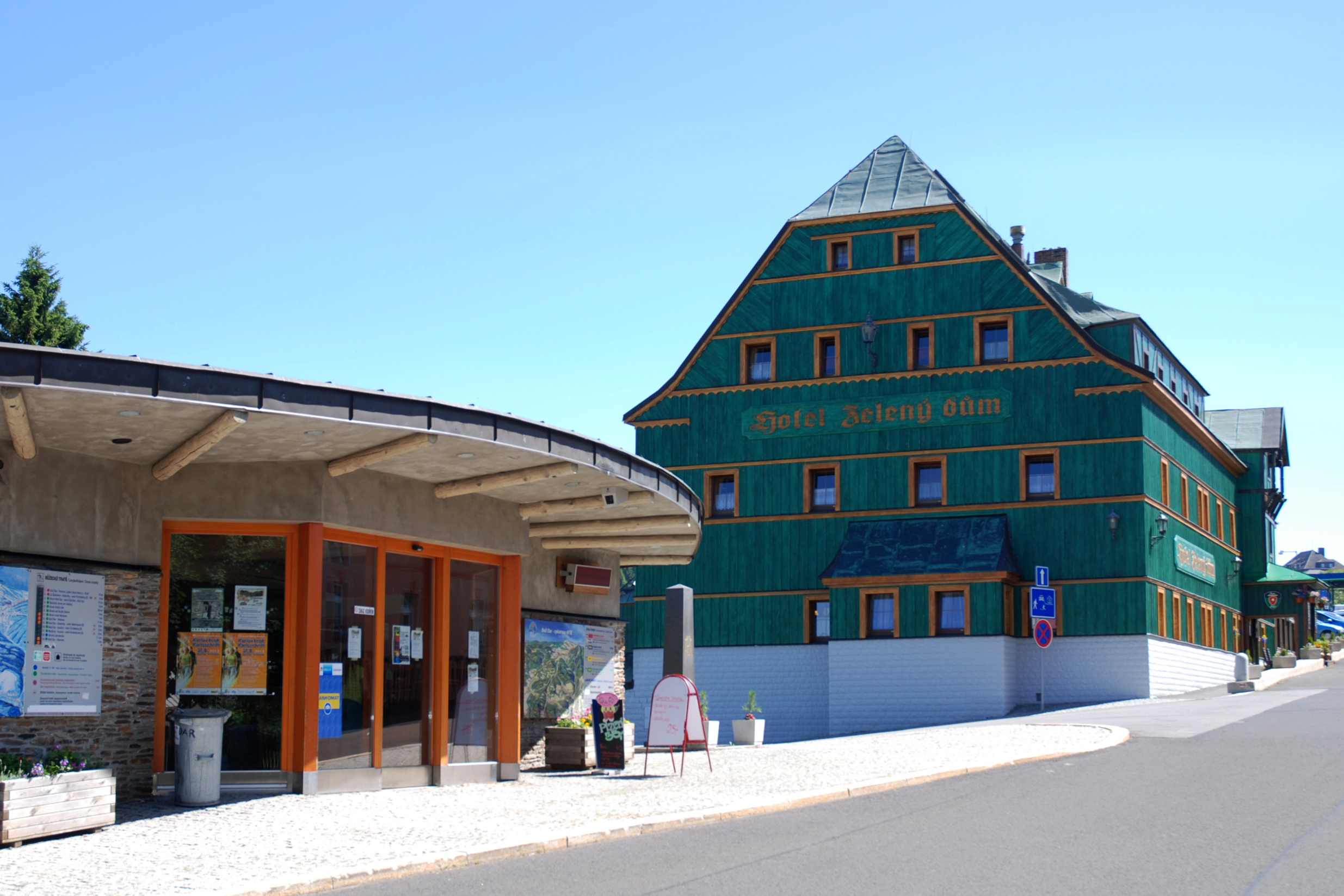
Hotel Zelený dům, červenec 2013
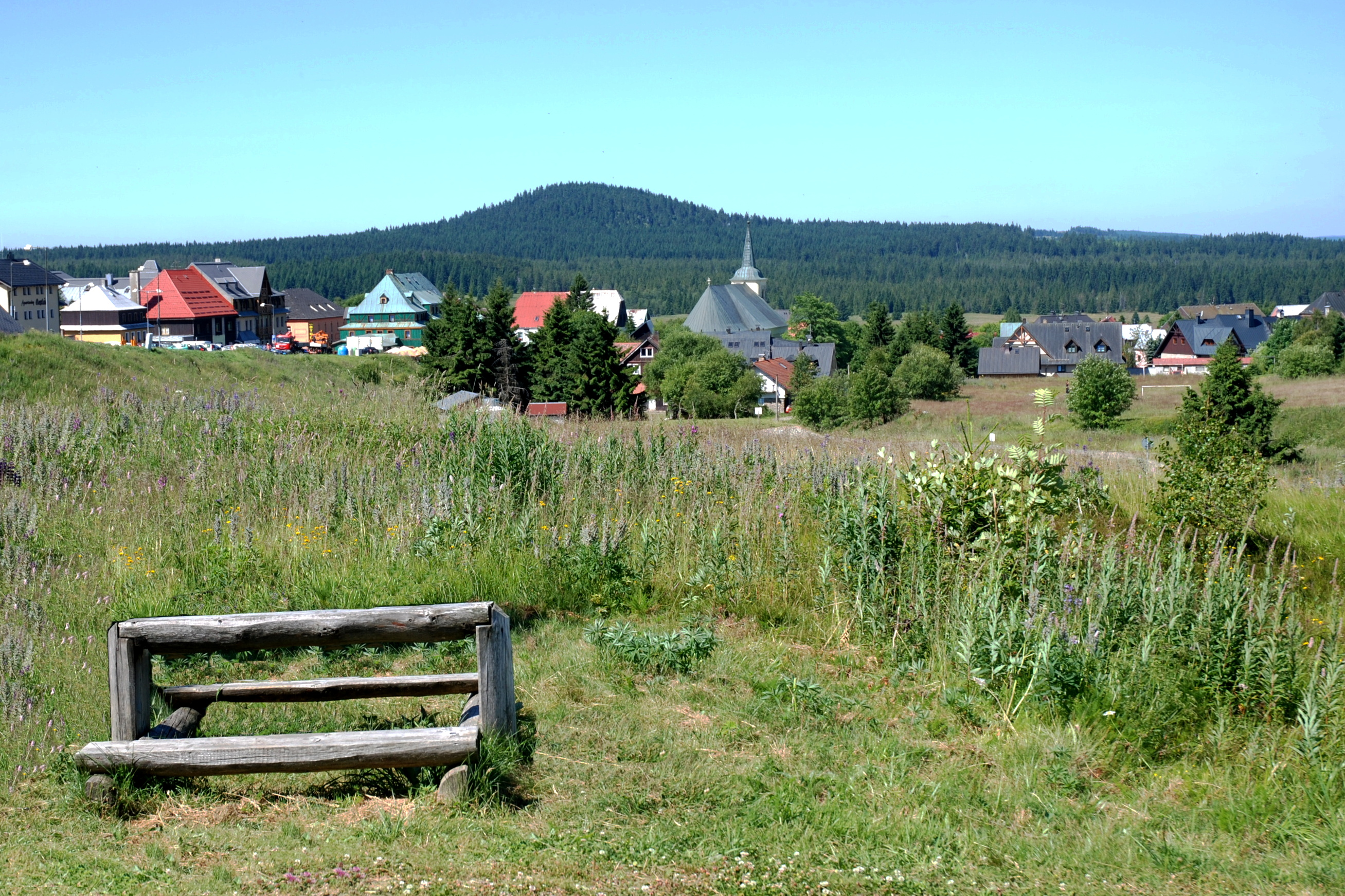
Boží Dar, panorama (zleva hotel Praha, hotel Zelený dům, kostel sv. Anny), červenec 2013
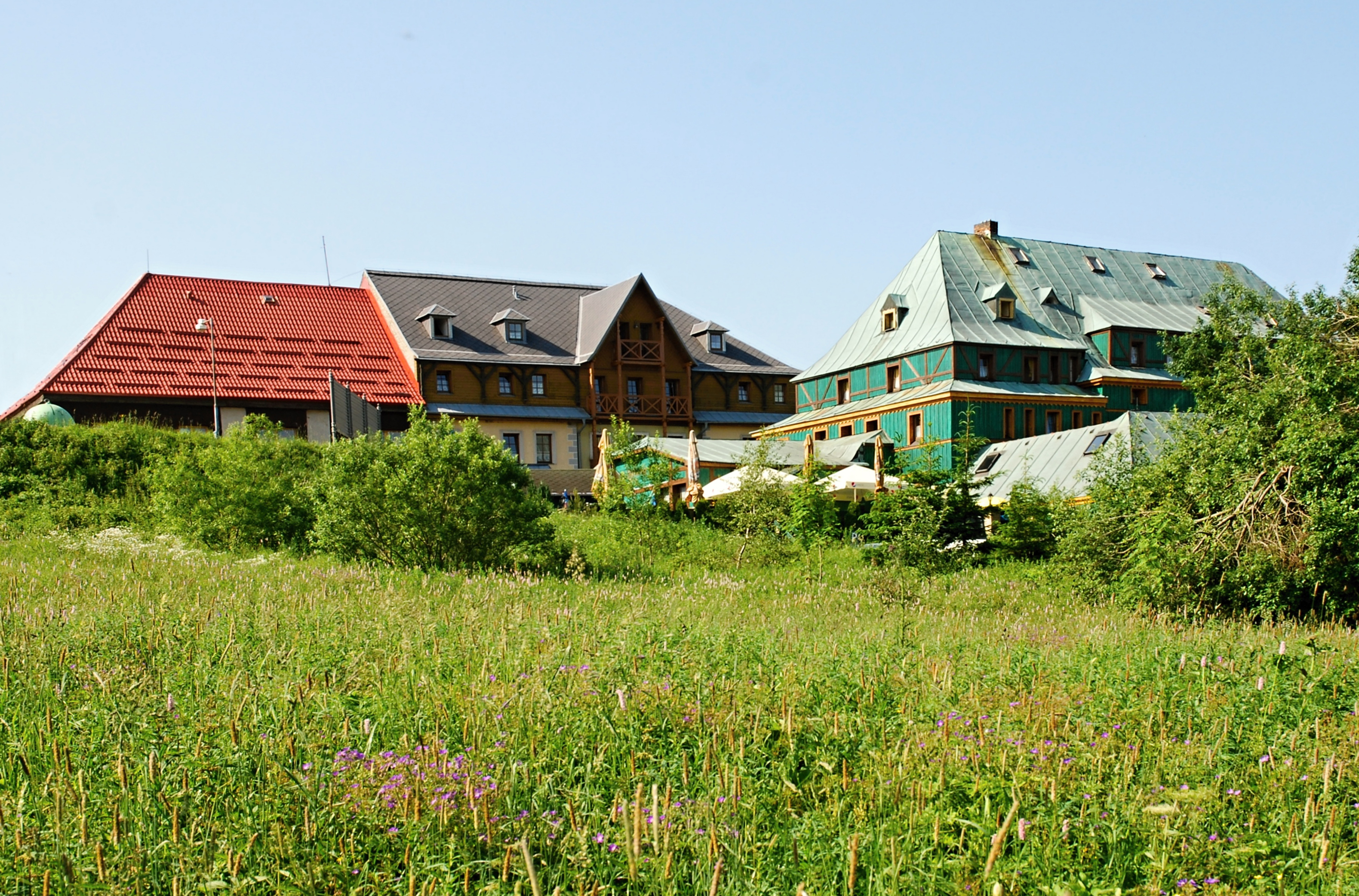
Hotel Zelený dům, v pozadí hotel Praha, červenec 2015
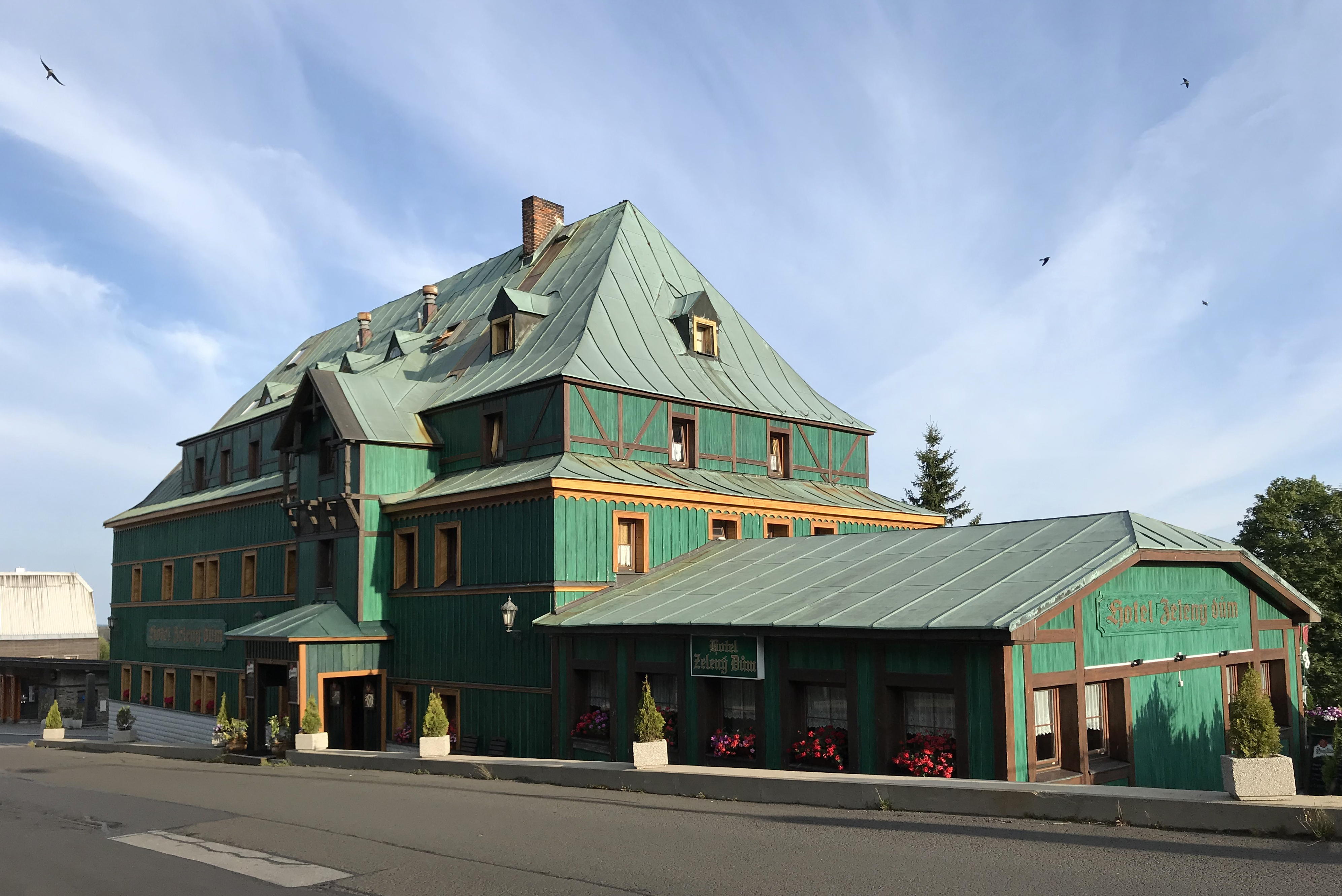
Hotel Zelený dům, červenec 2018